# بسته‌ای
بسته‌ای روستای کوچکی از توابع بخش رویدر شهرستان خمیر استان هرمزگان ایران است. در ۱۸ کیلومتری جنوب روئیدر واقع شده‌است.

## محدودهٔ بسته‌ای
محدوده بسته‌ای: از شمال روئیدر، از جنوب رودخانه، از مغرب کرویه، وازسمت مشرق به کوه محدود می‌گردد.

## جمعیت
جمعیتش ۱۲۴ نفر (۲۲ خانوار) است که از اهل تشیع و از شاخه جعفری هستند.
دارای مسجد، دبستان، آب‌انبار، و مخابرات است.

## پیشه
پیشه مردم این روستاها کشاورزی و دامداری است.

## آبیاری
چشمه کوچکی در گوشهٔ دهکده وجود دارد که در حدود ۵۰ اصله نخل را آبیاری می‌نماید، و در حدود ۱۰۰ من (۴۰۰ کیلوگرم) از طریق آن محصول کشاورزی بدست می‌آید.